# Cançó de gesta

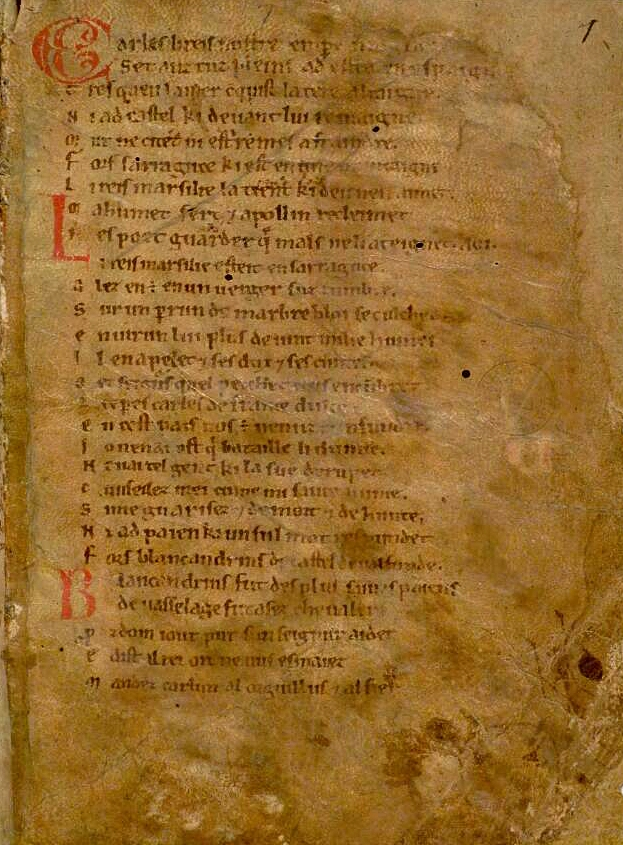
Manuscrit de la Cançó de Rotllà

Les cançons de gesta són epopeies medievals europees en llengua romànica, redactades en vers i transmeses originalment per joglars que narren incidents llegendaris, sovint basats en fets reals, que fan èmfasi en els combats entre cristians i sarraïns. En general, les cançons de gesta les recitaven intèrprets professionals, mentre que les novel·les de cavalleries s'associen amb la lectura privada.
Les cançons de gesta narren les proeses en combat d'herois nacionals; els fets són adaptats al gust local mitjançant la incorporació d'elements de la mitologia o la toponímia coneguts pels oients. Usen recursos per afavorir la memorització per part del joglar, com ara la repetició d'estrofes o la inclusió de fórmules estereotipades, així com apel·lacions a l'auditori per fer-lo partícip de la història. Sovint el recitat s'acompanyava de dibuixos explicatius o de música per fer-lo més entretingut, o bé s'explicaven només els fragments de més èxit (que van acabar esdevenint històries independents, els romanços). Les estrofes eren de versos llargs, amb una rima senzilla.
Algunes de les cançons més famoses tenen com a protagonistes Rotllà (el Roland francès), Carlemany, Guillem d'Aquitània i el Cid, i també és un tema de la cançó de gesta l'epopeia de les croades, cançons equiparables a la tradició britànica de les aventures dels herois artúrics. Tots els cavallers eren devots del senyor feudal i de Déu i combatien en honor per defensar la seva terra i els ideals de la cavalleria o per lluitar contra els infidels musulmans. El cavall i l'espasa de cada heroi estan envoltats de llegenda pels seus suposats poders en la guerra.
Se n'han conservat principalment en francès (un centenar), occità, castellà i italià. Es té constància també de l'existència d'aquest tipus de cançons en la tradició catalana, de les quals no en queda cap rastre en forma original, però que es poden deduir a través de la seva manifestació en prosa a les cròniques de Jaume I, Bernat Desclot i Ramon Muntaner; els temes tractats serien les aventures de Guillem Ramon de Montcada, la unió de Catalunya i Aragó, la batalla de Las Navas de Tolosa, la llegenda de l'engendrament de Jaume I, la conquesta de Mallorca, i molt més. Sembla que devien ser una mena de reportatges en vers per tal d'informar el poble dels fets destacats que s'havien esdevingut, que eren divulgats pels recontadors de noves de què parla Ramon Llull.